# Cantone di Argent-sur-Sauldre
Il Cantone di Argent-sur-Sauldre era una divisione amministrativa dell'arrondissement di Vierzon.
A seguito della riforma approvata con decreto del 21 febbraio 2014, che ha avuto attuazione dopo le elezioni dipartimentali del 2015, è stato soppresso ed inglobato dentro il Cantone di Aubigny-sur-Nère.

## Composizione
Comprendeva i comuni di:
- Argent-sur-Sauldre
- Blancafort
- Brinon-sur-Sauldre
- Clémont